# Эслоэ (Зауэрланд)
Эслоэ (нем. Eslohe) — община в Германии, в земле Северный Рейн-Вестфалия.
Подчиняется административному округу Арнсберг. Входит в состав района Хохзауэрланд. Население составляет 9149 человек (на 31 декабря 2010 года). Занимает площадь 113,37 км².
Коммуна подразделяется на 4 сельских округа.

## Население
| Год  | Население |
| ---- | --------- |
| 1995 | 9193      |
| 2000 | 9352      |
| 2005 | 9292      |
| 2010 | 9157      |

## Личности

### Родившиеся в Эслоэ
- Вюльнер, Франц (филолог) (1798-1842) — немецкий классический филолог, сравнительный лингвист и директор гимназии.
- Тёльке, Карл Вильгельм (1817-1893) немецкий социал-демократический политик. Его считают «отцом Вестфальской социал-демократии» и некоторое время он был президентом Всеобщего германского рабочего союза.